# Kostervalsen
För filmen med samma namn, se Kostervalsen (film)
"Kostervalsen" med musik av David Hellström och text av Göran Svenning skrevs till en sångtävling i Bohuslän 1907. Sången fick inget pris men blev ändå mycket populär när den kom i tryck 1913.

## Inspelningar
En tidig akustisk inspelning gjordes av dragspelarna bröderna Sundkvist i Stockholm den 12 augusti 1912 och gavs ut på skiva 1913.
Norrmännen Jens Book-Jenssen, Arnstein Johansen & Sverre Vissgren, dragspelsduett m/ ensemble gjorde en inspelning i Oslo 27 januari 1954. Sången utgavs på 78-varvaren Cupol 4826.